# ブラン駅
ブラン駅 （ブランえき、マレー語:Behrang Railway Station） は、マレーシアのペラ州ブランにある、マレー鉄道ウエスト・コースト線の駅である。

## 概要
旅客駅としての設備を有しているが、旅客列車は停車しない。

## 歴史
- 1903年7月15日 - スリム・リバー - タンジュン・マリム間の開業。

## 駅構造
相対式ホーム2面2線をもつ地上駅である。駅舎は北東側の下りホーム側にある。下りホームとは連絡通路で、上りホームとは構内の跨線橋で結ばれている。
駅南方の上下線外側に貨物側線が1本ずつある。